# Капелла Сан-Северо
Капелла Сан-Северо (итал. Cappella Sansevero) — в прошлом частная капелла и усыпальница знатной семьи Сангро, носивших титул князей Сан-Северо в Неаполе. Содержит известные скульптурные шедевры XVIII века «Христос под плащаницей», «Целомудрие» и «Избавление от чар», а также многочисленные мраморные надгробия, представляющие собой аллегории различных добродетелей. Расположена в центре города по адресу: via Francesco De Sanctis, 19/21, в непосредственной близости от одной из «больших» церквей — Сан-Доменико-Маджоре на одноимённой площади. В настоящее время является музеем.

## История строительства
Капелла была построена на территории имения семьи Сангро не позднее 1590 года. Она служила вотивным храмом в честь образа Мадонны «Пьета» (иначе называемой «Пьетелла» из-за небольшого размера), построенным в честь двух чудес, произошедших от этого образа. О первом из них упоминает в своей книге Чезаре д’Энгенио Караччоло уже в 1624 году: некий невинно обвинённый человек, закованный в цепи, проходил мимо дома Сангро и увидел, что часть садовой стены осыпается, и на её месте появился образ Девы Марии. Потрясённый узник поклялся в случае своего оправдания поднести этому образу серебряный медальон. Этот человек был в скором времени оправдан и исполнил обет. Далее случилось второе чудо: после молитвы перед этим образом получил исцеление хозяин дома — Джованни Франческо Паоло де Сангро, первый князь Сан-Северо. В знак благодарности князь построил на месте явления образа маленькую капеллу Санта-Мария-делла-Пьета.
Алессандро, архиепископ Беневенто и титулярный патриарх Александрийский, сын строителя капеллы, в начале XVII века увеличил капеллу до нынешних размеров и перезахоронил здесь останки некоторых предков. Как следует из надписи над главным входом, патриарх Алессандро в 1613 году освятил капеллу и повелел обустроить здесь усыпальницу для себя и членов своей семьи.
Окончательный вид капелла приобрела в результате реконструкции, предпринятой Раймондо де Сангро (1710 — 1771), седьмым князем Сан-Северо, в 1749 — 1767 годах. Обладая широкими познаниями в химии, литературе, философии, артиллерии, военной стратегии и многих других областях человеческих знаний, князь Раймондо лично руководил перестройкой капеллы. Он приглашал художников и скульпторов, определял темы их будущих произведений, продумывал размещение скульптур в капелле, создавал новый состав для красок и цемента. В результате капелла Сан-Северо приобрела вид законченного, продуманного в целом и мелочах, единого произведения искусства, отразившего широкие познания и масонские убеждения своего создателя.
Помимо захоронений своих родителей и предков, Раймондо де Сангро обустроил в капелле гробницы для себя, своих сына и невестки. Усыпальница последующих поколений семьи Сангро должна была размещаться в специально обустроенной крипте. Но наследники князя Раймондо по неизвестным причинам не продолжили развитие капеллы, так что она сохранилась в том виде, в каком её оставил Раймондо де Сангро де Сан-Северо.

## Общий обзор капеллы: неф и купол

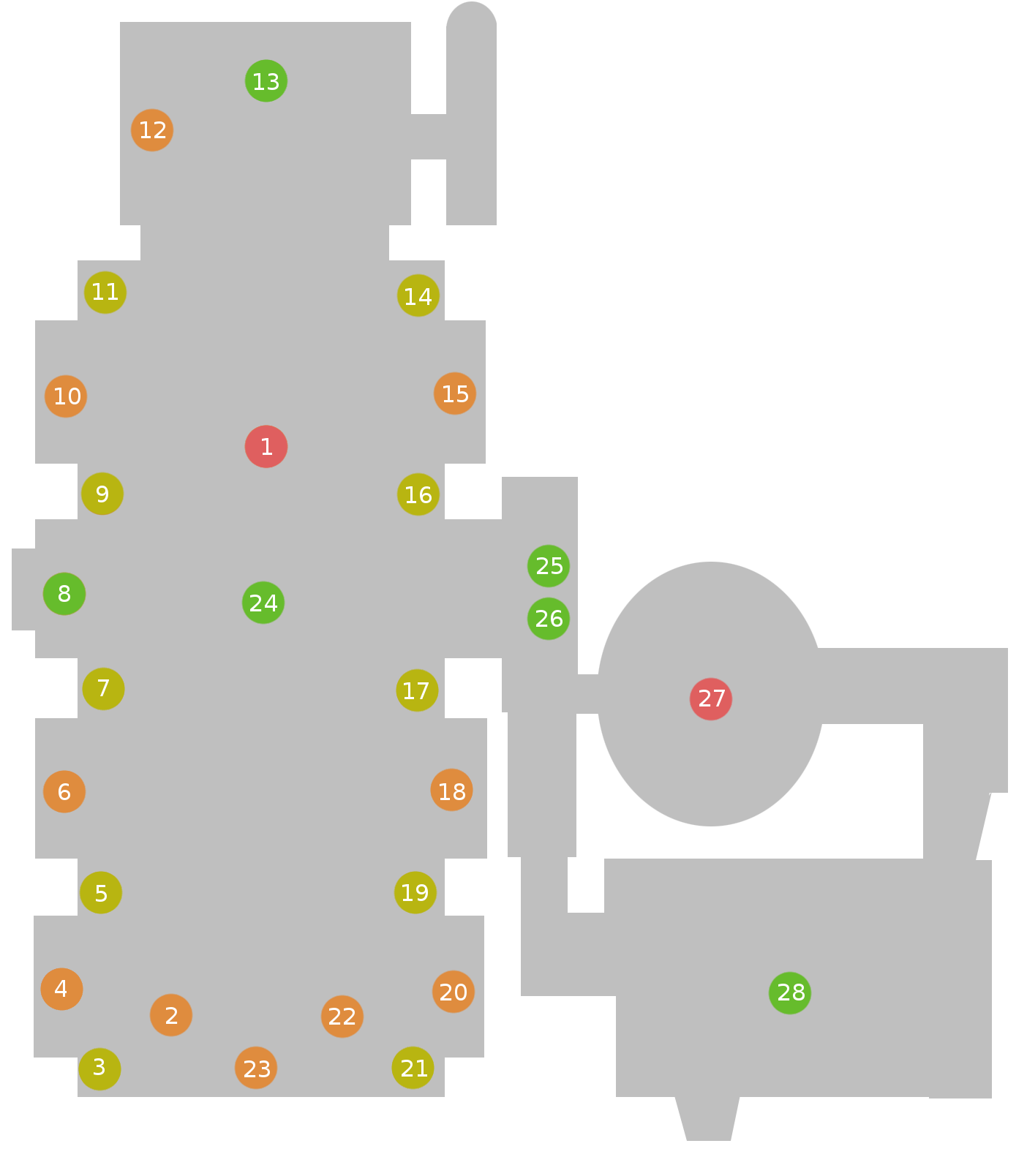
План капеллы

Здесь и далее номера в скобках соответствуют номерам на приведённом плане капеллы.
Капелла Сан-Северо представляет собой однонефное строение без апсиды, сохраняя структуру вотивного храма, воздвигнутого Алессандро де Сангро в XVII веке. Каждая из «длинных» сторон капеллы украшена четырьмя изящными арками, каждая из которых обрамляет монументальную гробницу или алтарь (за исключением третьей слева арки (8), под которой находится боковой вход). Алтарная часть выделена из общего объёма капеллы триумфальной аркой, покоящейся на двух пилонах, к которым пристроены памятники родителям князя Раймондо. Пол капеллы, первоначально мраморный, а в конце XIX века заменённый на терракотовый, решён в желто-синих тонах, связанный с цветами родового герба де Сангро.
Свод храма представляет собой огромную фреску (24) Франческо Мария Руссо (1749 год) «Небесная слава»- одну из первых работ, заказанных князем Раймондо де Сангро в ходе реконструкции капеллы. В центре композиции помещён сияющий неземным светом голубь (символ Святого Духа), несущий в клюве треугольник. Последняя деталь традиционно указывает на Святую Троицу, но, учитывая масонские предпочтения князя Раймондо, может быть истолкована как знак высшей степени — Великого магистра. Окружающее пространство заполнено многочисленными ангелами и путти, облачёнными в разноцветные развевающиеся одежды. Естественное освещение свода достигается с помощью шести окон, над каждым из которых в зелёных медальонах помещены образы святых — Рандизия, Берардо, Филиппы, Розалии, Одоризия и кардинала Берардо. Этих шестерых святых князь Раймондо считал своими предками и, соответственно, покровителями своей семьи. Для утверждения этой связи под именем каждого из шестерых святых помещено родовое имя (например, святая Розалия — S Rosalia de Conti di Marsi e Sangro). Таким образом, семья де Сангро, по замыслу князя Раймондо, в лице своих святых представителей уже участвует в небесной славе. Состав красок, которыми написана фреска, был составлен лично князем Раймондо. За прошедшие два с половиной века краски не потускнели и не выцвели. Предположительно, в основе красок лежит смесь растительных масел, но точный состав не известен.
Потолок над главным алтарём представляет собой популярную в XVII-XVIII веках обманку: тромплёй (фр. trompe-l'œil — «обманчивый глаз», «обманчивая видимость») — иллюзию купола. Мнения исследователей об этом «куполе» разделились: одни видят в нём руку того же Франческо Мария Руссо, другие приписывают авторство Франческо Челебрано.

## Христос под плащаницей
В центре капеллы помещена (1) скульптура Джузеппе Санмартино (1753 год) «Христос под плащаницей» (итал. Il Cristo Velato, варианты русского перевода — Плащаница, Христос под саваном) — самое известное из произведений, хранящихся в капелле. Первоначально князь Раймондо де Сангро поручил работу Антонио Коррадини, который успел изготовить только глиняную модель, хранящуюся сейчас в музее Чертоза Сан-Мартино. После смерти Коррадини князь Раймондо поручил завершить работу молодому и безвестному неаполитанскому скульптору Джузеппе Санмартино, для которого Христос под плащаницей стал главной работой его жизни.
Санмартино значительно изменил первоначальный замысел Коррадини, но сохранил основную стилистическую особенность — тончайшее, как бы воздушное мраморное полотно. Плащаница полностью покрывает, но не скрывает тело Христа, только что снятое с креста. Лёгкие небрежные складки впопыхах наброшенного полотна подчёркивают торжественный покой умершего Спасителя и одновременно протестуют против противоестественной безжизненности. Можно видеть пронзённые руки и ноги, сведённую последней судорогой грудную клетку, посмертную рану под сердцем, вздувшуюся вену на лбу. Снятому с креста телу ещё не придали привычную для усопшего позу — ноги согнуты в коленах так, как обычно их изображают во время Распятия, руки не сложены на груди, а безжизненно брошены вдоль туловища, голова слегка повёрнута вправо.
Санмартино одновременно подчёркивает величие Христа и его добровольное уподобление смертному человеку. Рядом с телом лежат орудия его Страстей — терновый венец, клещи, гвозди, напоминающие о его исключительных страданиях за всех людей. Но одновременно с этим, тело лежит на обычном матрасе, а под голову положены две подушки, в отношении евангельских событий образующий поразительный анахронизм, напоминающий об общей участи всех людей — некогда умереть и так же лежать на смертном одре.
Первоначальный замысел князя Раймондо не был исполнен полностью. Предполагалось поместить Христа под плащаницей не в яркой барочной капелле, а под ней — в крипте, предназначенной для захоронения последующих поколений семьи Сангро. Внизу, в полумраке, посреди многочисленных будущих гробниц скульптура Санмартино должна была по замыслу князя Раймондо подсвечиваться особым изобретённым им «вечным светом» — вероятно фосфоресценцией. При таком освещении тончайшая мраморная плащаница должна была казаться особенно прозрачной и невесомой. Но даже при нынешнем размещении и освещении скульптура является признанным шедевром барочного искусства, вызывающим восторг у многочисленных посетителей, начиная от Антонио Кановы (известно, что он говорил о своей готовности отдать десять лет жизни, чтобы стать автором этого произведения) до Рикардо Мути (поместил изображение Христа под плащаницей на обложке своего альбома с записью «Реквиема» Моцарта).

## Главный алтарь

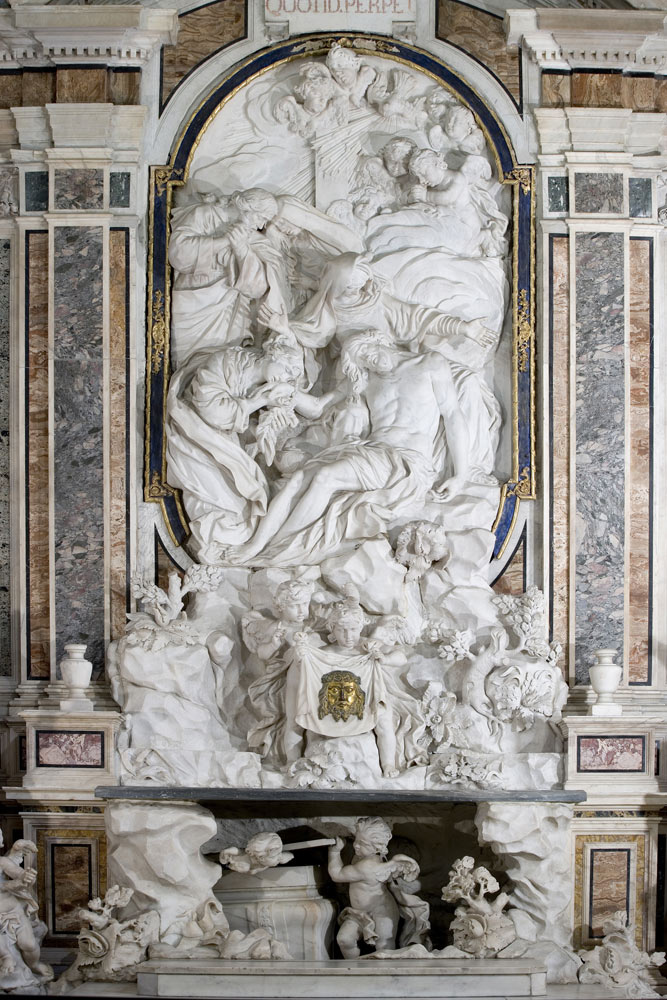
Главный алтарь

Главный алтарь (13) находится на том месте, где в XVI веке был явлен чудотворный образ Девы Марии. Сам образ, обрамлённый сонмом ангелов работы Паоло Персико, был помещён князем Раймондо де Сангро в верхнем регистре алтарной части. В соответствии с общим замыслом капеллы как семейной усыпальницы нижний регистр, непосредственно над алтарём, занят сложной мраморной рельефной композицией, представляющей "Снятие с креста".
Композиция «Снятие с креста» выполнена после 1762 года, предположительным автором является Франческо Челебрано, хотя исследователями указывается, что основой могла послужить работа Антонио Коррадини или Франческо Квироло. Над безжизненным телом Христа склонились скорбные Богородица и две мужских фигуры (очевидно, Иосиф Аримафейский и Никодим, хотя они изображены гораздо моложе обычного), их окружают рыдающие ангелы. Ниже два ангела представляют Нерукотворный образ Спасителя, причем для усиления впечатления его лик выполнен из металла — единственный фрагмент композиции, выполненный не из мрамора. Под алтарём, одновременно напоминая о мощах мучеников, традиционно помещаемых здесь, и о грядущем воскресении мертвых, один путти поднимает крышку мраморного гроба, а другой — исследует содержимое гробницы. Наконец, по обе стороны от алтаря помещены скульптурные группы работы Паоло Персико, представляющие скорбящих ангела и путти.
Слева от алтаря князь Раймондо поместил памятник (12) своему предшественнику в обустройстве капеллы Алессандро де Сангро, архиепископу Беневенто и патриарху Александрии. На памятнике выбита дата — 1652 год, имя автора неизвестно, но особенности скульптуры позволяют причислить его к популярной в XVII веке в Неаполе школе Фанцаго. Первоначально памятник находился (18) в дальней от алтаря части капеллы, где собраны надгробия XVII века, бережно сохранённые при перестройке князем Раймондо. Отмечая заслуги своего предшественника, князь Раймондо перенёс памятник патриарху в алтарную часть, а на освободившемся месте воздвиг монумент в честь своего любимого деда — Паоло де Сангро, шестого князя Сан-Северо.

## Целомудрие и Избавление от чар

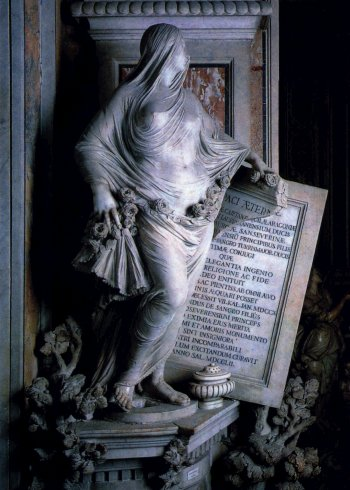
А. Коррадини. Целомудрие. 1752

Помимо «Христа под плащаницей» в капелле традиционно выделяются два монумента, находящиеся у пилонов, поддерживающих алтарную триумфальную арку. Слева установлен памятник матери князя Раймондо, представляющий аллегорию Целомудрия (11), справа — его отцу, символически изображающий «Избавление от чар» (14).
Статуя «Целомудрие» (11) (итал. Pudizia) выполнена Антонио Коррадини в 1752 году и представляет собой надгробный памятник Чечилии Гаэтани дель Аквила д’Арагона (1690—1710), матери князя Раймондо, умершей вскоре после родов. Коррадини, неоднократно изображавший до этого людей, закутанных вуалью или тканью, достиг здесь вершины своего творчества. Ткань, как будто став влажной от масляных испарений от светильника, элегантно и естественно облегает женское тело. Ткань настолько тонка, что подобна невесомой паутине, и должна поддерживаться на фигуре с помощью пояса из роз. Взгляд в сторону, невыразимая лёгкость позы, увядшее древо под ногами, разбитая мраморная плита с эпитафией- всё это, наряду с тканью, подчёркивает, что жизнь изображённой женщины должна была оборваться слишком рано. Основными идеями памятника стали, с одной стороны, уверенность князя Раймондо в совершенствах и добродетелях матери, с другой же, вечная боль оттого, что он никогда не знал женщины, подарившей ему жизнь ценою собственной. Невыносимая боль от невозможности простого человеческого общения с умершей матерью подчёркнута рельефом в основании статуи — здесь представлена сцена «Не прикасайся ко Мне» (встреча воскресшего Христа с Марией Магдалиной).

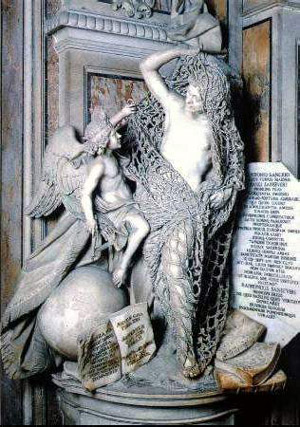
Ф. Квироло. Избавление от чар. После 1757 г.

Ещё более сложной аллегорией является памятник (14) отцу князя Раймондо — Антонио де Сангро (1685-1757). Итальянское название этого монумента Disinganno часто переводится на русский как «Разочарование», но не в нынешнем общепринятом значении, а в церковнославянском — «Избавление от чар». Антонио де Сангро после смерти своей юной жены вёл беспорядочную и даже разгульную жизнь, оставив своего сына Раймондо на воспитание деду. Поняв бессмысленность такого прожигания жизни, Антонио раскаялся и впоследствии принял сан священника. Аллегорически это преображение представлено в виде человека, разрывающего сковывавшую его сеть — символ греха. Ангел, помогающий человеку, несёт на своём челе огонь — символ веры и одновременно просвещённого человеческого разума (поэтому пламенем горит не сердце, а именно голова). Одновременно ангел попирает глобус, представляющий здесь обманчивые человеческие страсти и похоти. Писание, открытое к зрителю, содержит латинские цитаты из пророка Наума («И ныне Я сокрушу ярмо его, лежащее на тебе, и узы твои разорву» (Наум. 1:13)), Премудрости Соломона («Ибо беззаконные, которые задумали угнетать святой народ, узники тьмы и пленники долгой ночи, затворившись в домах, скрывались от вечного Промысла» (Прем. 17:2)) и Первого послания к Коринфянам («Будучи же судимы, наказываемся от Господа, чтобы не быть осужденными с миром» (1Кор. 11:32)). Столь неожиданный вариант памятника священнику, целый ряд масонских символов (глобус, пламя у чела), подбор библейских цитат ещё раз выдают масонские взгляды князя Раймондо.
«Избавление от чар» (после 1757 года) выполнено Франческо Квироло и является самой известной из его работ. Памятник ценен тончайшей работой по мрамору и пемзе, из которой выполнена сеть. Квироло был единственным из неаполитанских мастеров, согласившимся на столь тонкую работу, остальные же отказались, считая, что при одном прикосновении резца сеть рассыплется на куски. Доминирующая тема памятника — просвещение и избавление свыше — ещё раз подчёркнуто рельефом в основании статуи. Здесь показана сцена исцеление Христом слепого. Этот рельеф традиционно приписывается Джузеппе Санмартино.

## Прочие памятники
Прочие надгробия и памятники XVII — XVIII века, находящиеся в капелле, менее известны, хотя среди них можно обнаружить не менее сложные аллегории и скрытые символы, чем в «Целомудрии» или «Избавлении от чар».
Над основным входом расположен памятник (23) Чекко де Сангро, офицеру армии Филиппа II, выполненный в 1766 году Франческо Челебрано (есть автограф мастера и дата завершения работы). Памятник отражает семейную легенду о том, что Чекко во время фландрской кампании в течение двух дней симулировал смерть, чтобы ввести в заблуждение врагов. В связи с этим Чекко изображён выбирающимся из приоткрытого гроба, в латах и при оружии. С двух сторон гроб обрамляют иппогрифы (мифологические крылатые кони с головой грифа), а над головой героя парит орёл с горящим факелом в когтях. Иппогрифы представляют коварных подстерегающих врагов, а орёл с факелом указывает на мужество героя. Несмотря на иппогрифов и орла, памятник можно считать единственным «историческим» памятником капеллы, отражающим конкретные события жизни, а не отвлечённые аллегории добродетелей.
Симметрично, слева и справа от входа, установлены памятники Джованни Франческо Паоло де Сангро, третьему князю Сан-Северо, умершему в 1627 году (2), и Джованни Франческо де Сангро, пятому князю Сан-Северо, умершему в 1698 году (22). Оба памятника выполнены Франческо Челебрано (первый — в 1752, второй — в 1756 году) в сходной манере. Оба изображают склонённых в печали ангелов, у ног которых помещена мраморная морская раковина — древнехристианский символ вечной жизни после смерти. В данном случае, раковины помещены таким образом, что как будто призваны собирать слёзы ангелов, хотя исполняют и более прозаическую функцию — выступают сосудом для святой воды.
Сложную аллегорию представляет «Приличие» — памятник (3) Изабелле Толфа и Лаудомии Милано, соответственно первой и второй жёнам пятого князя Сан-Северо. Памятник, традиционно приписываемый Антонио Коррадини, изображает голого юношу, лишь опоясанного львиной шкурой. Левой рукой юноша опирается на колонну, увенчанную головой льва. Львиная шкура, опоясывающая чресла, и львиная голова знаменуют торжество царственного человеческого духа (отсюда — лев) над низменными страстями и похотями.
Памятники Паоло де Сангро, четвёртому князю Сан-Северо (4) (предположительно работа Бернардино Ландини или Джулио Менкалья (1642)), и Джованни Франческо Паоло, первому князю Сан-Северо и основателю капеллы (6) (предположительно работа Джакомо Лаццари) представляют собой типичные барочные монументы, на которых герои щеголяют роскошными костюмами, шпагами и шлемами.
Джулия Гаэтани д’Арагона, умершая в 1636 году жена четвёртого князя Сан-Северо, увековечена (5) Франческо Квироло в 1754 году. Собственно лицо княгини можно видеть в медальоне на вершине стелы, в то время как сам памятник аллегорически прославляет «Щедрость». Идеализированная молодая женщина держит в правой руке компас и монеты (соответственно символы уравновешенности и щедрости), а в левой — рог изобилия, из которого рекой льются деньги и драгоценности. У ног женщины помещён орёл, являющийся в данном случае символом умеренности, которая, по мысли автора, неотделима от щедрости.
Ипполита дель Карретто и Адриана Карафа делла Спина, первая и вторая жёны первого князя Сан-Северо, увековечены в работе (7) Фортунато Онелли, завершённой затем Франческо Челебрано (1756). Скульптурная композиция прославляет «Религиозное рвение» двух дам, изображённых в медальоне в центре. Женщинам предстоит старец со светильником в левой руке (указывает на свет Христов) и с бичом в правой (знак неминуемого наказания за ереси). Старец попирает ногами открытую книгу, из которой выползает змея (символ ереси). Склонённый перед старцем путто схватил змею левой рукой, а правой рукой готовится нанести ей удар (ещё один символ победы религиозной истины над ересью).
Следующим памятником является аллегория «Сладости брачных уз» — памятник (9), посвящённый Гаэтане Мирелли де Теора, жене сына князя Раймондо. Монумент выполнен в 1768 году Паоло Персико и установлен в капелле ещё при жизни княгини. Центральной фигурой памятника является молодая идеализированная женщина, держащая в правой руке два пылающих сердца (знак счастливой супружеской любви), а в левой — украшенные перьями брачные узы. У ног женщины поместился путто, держащий пеликана — раннехристианский символ жертвенной любви.
Последняя ниша слева от главного алтаря отведена для боковой капеллы в честь святой Розалии, которую семья Сангро числила в числе своих предков. Заалтарная статуя святой (10) выполнена Франческо Квироло в 1756 году. В противовес перегруженным аллегорическим памятникам Сангро статуя святой Розалии отличается простой и безыскусностью.
Симметрично алтарю святой Розалии справа от главного алтаря обустроена боковая капелла в честь святого Одоризия, ещё одного святого из родственников семьи Сангро. Одоризий, почивший 2 декабря 1105 года, был кардиналом и тридцать девятым настоятелем прославленного монастыря Монте-Кассино. Посвящённый ему заалтарный образ (15), исполненный Франческо Квироло в 1756 году, изображает святого преклонившим колена на порфировой подушке, с лежащей у ног кардинальской шляпой.
Памятник любимой жене князя Раймондо Карлотте Гаэтани (16) исполнен Франческо Квироло в 1754 году и представляет собой аллегорию «Искренности». Юная женщина держит в левой руке сердце (естественно, символ любви), а в правой — кадуцей (знак мира и разума). У ног женщины помещён путто с двумя голубями. Последние могут быть истолкованы как символ любви, верности и плодовитости, а для князя-алхимика они могли означать обычную материю, которая превращается в философский камень.
Следующий памятник (17) увековечил память бабушки князя Раймондо Джироламы Лоффредо. Он изваян Франческо Челебрано в 1767 году и является аллегорией «Самообладания». Портрет княгини помещён в медальоне, но главной фигурой является не она, а римский воин, держащий на цепи льва. Так аллегорически показано превосходство человеческого духа и разума над инстинктом и страстями.
Памятник (19) двум жёнам пятого князя Сан-Северо Джироламе Караччоло и Клариссе Карафа де Стильяно называется «Воспитание», автором является Франческо Квироло (1753). Монумент воспевает мать-воспитательницу подрастающего поколения. Латинская надпись на постаменте утверждает, что «образование и дисциплина формируют добрые нравы». Воспитанник держит в руках книгу «De Officiis» Цицерона, ценившуюся князем Раймондо в качестве универсального средства воспитания молодёжи.
Последним в ряду аллегорических памятников является «Божественная любовь» (21) работы неизвестного автора второй половины XVIII века (на основании ряда стилистических особенностей исследователи видят здесь руку то Квироло, то Персико). Монумент посвящён памяти Джованны Сан-Лучидо, одной из княгинь Сан-Северо, и изображает юношу с горящим сердцем в правой руке.

## Гробница Раймондо де Сангро
Воздвигнув монументальные памятники своим предкам, жене и невестке, Раймондо де Сангро пожелал быть похороненным в гораздо более скромной гробнице (25). Основным элементом памятника является розовая мраморная плита с пространной эпитафией, причем эпитафия не вырезана, а вытравлена особым химическим составом, изобретённым князем.

## Анатомический музей в крипте
Под капеллой находится крипта эллиптической формы, которая по планам Раймондо де Сангро должна была использоваться в качестве усыпальницы последующих поколений семьи. По неизвестным причинам этот проект не был реализован. В центре крипты помещена массивная мраморная плита, на которой, по планам князя Раймондо, должен был быть помещён «Христос под плащаницей».
В крипте, в двух стеклянных витринах, выставлены в вертикальном положении мумифицированные тела мужчины и женщины, препарированные под руководством князя Раймондо. Кровеносная система (сердце, артерии, вены) сохраняются неповреждёнными в течение более двух столетий. До настоящего времени нет удовлетворительного объяснения способа, которым была достигнута сохранность этих тел. Более того, анатомия во времена князя Раймондо не имела столь чёткого представления о строении кровеносной системы человека. Неаполитанские легенды гласят, что Сангро таким образом сохранил тела двух своих слуг. Перед смертью их якобы напоили таинственной жидкостью, под действием которой их артерии и вены окаменели.